# Збірна блондинок України
«Збірна блондинок України» («Збірна білявок України») — українська команда КВН, яка представляє місто Харків.

## Склад команди
- Дар'я Кобякова — акторка
- Христина Стахова — акторка.
- Кирило Мизгін — автор.
- Сергій Симанчук — автор, звукорежисер.

### Колишні учасники
- Надія Ничепоренко[1] — учасниця команди (2006—2010)

## Історія і досягнення команди
До «Збірної блондинок України» учасники команди грали в Вищій Українській лізі за команду «Університет» (2006—2007 рр.). Після цього в 2008 році в цій же лізі з'являється «Збірна блондинок України» — команда з оригінальним стилем виступів і компактним складом (на сцені виступають усього дві особи). У перший же рік дівчатам вдалося завоювати певну популярність у глядачів. Сезон-2009 команда знову провела у Вищій Українській лізі, а за результатами XXI Сочинського фестивалю КВН у лютому 2010 року, була запрошена в Прем'єр-лігу, де успішно пройшла стадії 1/8 і 1/4 фіналу, вийшовши в півфінал. По ходу сезону в складі відбулися зміни: замість акторки КВК Надії Ничепоренко в команді стала грати Христина Понунаєва.
Дебют «Збірної блондинок України» на Першому каналі відбувся 27 червня 2010 року. У загальній складності в тому році було показано три ефіру за участю команди, а також виступ збірної України на «Відкритому кубку КВН СНД», присвяченому 49-річчю КВН, до складу якої були включені Даша і Христина.
У 2011 році «Збірна блондинок України» бере участь в іграх Вищої ліги КВН у складі збірної України. Рішення про об'єднання «СБУ» з командами «Острів Крим» і «Вінницькі перці» було прийнято редакторами Вищої ліги, причому воно стало несподіваним для учасниць команди. 19 березня збірна України, яка отримала ім'я «Інтер.uа» (за назвою українського телеканалу «Інтер»), зіграла на стадії 1/8 фіналу, не пройшла далі за балами, але була запрошена в чвертьфінал додатковим рішенням журі. У наступній грі, яка відбулася 18 травня, українська збірна посіла останнє місце і в 1/2 фіналу не пройшла.
У січні 2012 року команда не змогла приїхати на традиційний сочинський фестиваль КВК, тим самим, пропускаючи весь сезон-2012. Однак, на своєму сайті учасниці команди пообіцяли повернутися в КВН.

## Стиль виступів
У своїх виступах команда часто висміює стереотипи про звички, спосіб життя і інтелектуальних здібностях блондинок, свідомо перебільшуючи їх.

## Цікаві факти
- У 2008 році «Збірна блондинок України» брала участь в юрмальському фестивалі «Голосящий КіВіН 2008», але її виступ було вирізано з телеверсії. Тим не менш, учасниць команди можна побачити на сцені під час спільних пісень на початку і в кінці запису фестивалю.
- У жовтні 2010 року учасниці команди взяли участь у популярному українському телешоу «Світлі голови».
- Дар'я Кобякова — дипломований журналіст і психолог, Христина Понунаєва — студентка факультету міжнародних відносин, Сергій Симанчук — дипломований еколог, ландшафтний дизайнер, Кирило Мизгін — археолог, кандидат історичних наук, доцент університету.
- На сайті «Збірної блондинок України» учасниці команди представлені як «спецагенти СБУ Дарина і Христина» — проводиться паралель з Службою безпеки України, також має абревіатуру «СБУ».
- Героїня телесеріалу «Солдати» медсестра Даша Кобякова була названа на честь Одарки із «Збірної блондинок України».
- У лютому 2012 року Даша і Христина виступили в шоу «Розсміши коміка», вигравши 10 000 гривень. Восени того ж року на повторному виступі, вони «вилетіли» на першій хвилині з однією тисячею.
- У квітні 2012 року дівчата з «СБУ» виступили в шоу «Comedy Батл» як дует «ФСБ» — знову була використана аналогія зі спецслужбами.

## Фільмографія команди
- 2013 - 2015 — «Країна У» (Дар'я Кобякова, Христина Стахова)
- 2015—2016 — «Казки У» (Дар'я Кобякова, Христина Стахова)